# Parné-sur-Roc
Parné-sur-Roc é uma comuna francesa na região administrativa da Pays de la Loire, no departamento de Mayenne. Estende-se por uma área de 23,74 km². Em 2010 a comuna tinha 1 407 habitantes (densidade: 59,3 hab./km²).
No seu território passam os rios Jouanne e Ouette.